# Патрикеев, Новомир Борисович
Новомир Борисович Патрикеев (1932—2020) — русский советский писатель, журналист, прозаик и краевед. Член Союза журналистов СССР (1959) и Союза писателей России (1997), действительный член Русского географического общества. Заслуженный работник культуры РСФСР.

## Биография

### Семья и ранние годы
Родился 31 августа 1932 года в городе Обдорске в семье сельскохозяйственных специалистов, командированных в организационное бюро по созданию Ямальского (Ненецкого) округа. Его мать Анфиса Кузьминична Пермякова была по профессии зоотехником и заложила основы научного оленеводства у ненцев. В годы Великой Отечественной войны она возглавляла сельскохозяйственный отдел Ямальского окружного комитета партии, затем стала директором окружной сельскохозяйственной школы, которую сама и организовала. Специалистом сельского хозяйства был и отец Новомира, Борис Владимирович Патрикеев (1907-1984), который стал первым агрономом Ямала. В городе его именем названа улица, где под № 10 находится здание сельскохозяйственной опытной станции, созданной Патрикеевым. 
Новомир пошёл по стопам родителей и по окончании средней школы поступил в 1950 году в Московскую сельскохозяйственную академию имени Тимирязева, после окончания которого с отличием в 1955 году начал работать на Салехардской опытной сельскохозяйственной станции. Как и отец, он был страстным охотником и начал публиковать заметки на эти темы в окружной газете.  В 1956 году он написал  первую краеведческую статью «К истории земледелия в округе», с которой начались его публикации по историческому краеведению.

### Обращение к журналистике
В начале 1957 года Патрикеев целиком переходит на другое профессиональное поприще: становится  собственным корреспондентом газеты «Тюменский комсомолец» по Ямало-Ненецкому округу.  
В 1958 году Патрикеевым были написаны охотничьи рассказы опубликованные в сборнике «Следы на тополе». 
В 1959 году он вступил в Союз журналистов СССР.
С 1961 по 1965 год Патрикеев, откликнувшийся на призыв коммунистов на село, становится директором совхоза «Верхнепуровский» в посёлке Тарко-Сале. Затем он был выдвинут руководителем группы инспекторов по сельскому хозяйству окружкома партии. 

### Руководитель печати
С 1965 по 1970 год — заместитель редактора ямало-ненецкой окружной газеты «Красный Север».  В 1970 году окончил Свердловскую высшую партийную школу и в 1974 году аспирантуру при этой школе.  Темой его научных исследований стала история молодёжного и детского движения на севере Западной Сибири,  история земледелия в Обском Приполярье. Эти труды обобщены в 13 историко-краеведческих книгах.
С 1970 по 1997 год в течение двадцати семи лет Патрикеев  — главный редактор Ханты-Мансийской окружной газеты «Ленинская правда/Новости Югры». В газете он выступал как журналист на темы изучения и охраны природы края, пропаганды культурной охоты, организовал  ежемесячный выпуск страницы «Охота и природа», а затем 4-полосного приложения «Экологический вестник». За эту работу газета получила медаль Всероссийского общества охраны природы, а Новомир Борисович  Патрикеев был избран действительным членом Российского географического общества и почетным членом общества охотников.
С 1971 по 1990 год он входил в Правление Союза журналистов СССР и возглавлял Ханты-Мансийскую окружную журналистскую организацию. 

### Общественно-политическая деятельность
С 1970-го по 1991 год Патрикеев входил в состав  Ханты-Мансийского окружного комитета КПСС, избирался  депутатом окружного совета депутатов трудящихся и возглавлял комиссию по делам культуры и молодёжи Ханты-Мансийского  окружного Совета. 
С 1997 по 1999-й и с 2008 года был заместителем председателя Комитета по полиграфии и средствам массовой информации. 
С 1999 по 2005 год – заместитель главного редактора 3-томной энциклопедии «Югория». 
В 1999 году Патрикеев был принят в элитарную международную историко-литературную организацию под эгидой ЮНЕСКО – клуб любителей правильной охоты «Кречет».
С 2001 года Патрикеев работал заместителем директора Угорского научно-исследовательского центра Уральского государственного университета. 
С 2002 года Новомир Борисович на общественных началах возглавлял Комиссию по вопросам помилования на территории Ханты-Мансийского автономного округа, с 2008 года состоял в общественном совете при Управлении внутренних дел Ханты-Мансийского автономного округа – Югры.
Являлся председателем экспертной группы координационного совета по информационной политике при губернаторе Югры, членом общественного совета Департамента информационной политики округа.
С 2005 года Патрикеев занимался увековечиванием памяти известного исследователя Обь-Иртышского Севера А. А. Дунина-Горкавича, труды которого он изучал в течение полувека. Он работал в соответствующем Попечительском совете и был заместителем главного редактора пяти сборников материалов научно-практических конференций, посвященных Дунину-Горкавичу, и сам опубликовал в них 10 докладов, впервые раскрыв роль учёного как организатора огородничества на севере.
Скончался 13 ноября 2020 года в Тюмени.

## Литературные труды
С 1997 года Н.Б. Патрикеев — член Союза писателей России. Патрикеев являлся автором множества сборников и рассказов в том числе: «Юность Ямала» (1963), «Рассвет над Ямалом» (1967), «Нас водила молодость» (1968), «Планета любви» (1995), «Югра: вехи жизни» (1995), «Ямал: страницы былого» (1995), «Болотно-луговая охота со спаниелем» (1996), «История Югры газетной строкой» (1997), «Пламя погасших костров» и «30 лет со спаниелем» (1998). Был заместителем главного редактора по созданию 3-томной энциклопедии «Югория». (1999—2005). Очерки, статьи и рассказы Патрикеева печатались в альманахах и сборниках: «Следы на тополе» (1958), «Песни отцов допоём» (1968), «Охотничьи просторы» (1995) и «Эринтур» (1997), а в таких журналах: «Стерх», «Югра», «Охотник», «Ямальский меридиан», «Журналист» и «Северные просторы».

## Семья
Супруга Н.Б. Патрикеева Клавдия Андреевна была педагогом, работала завучем в Ханты-Мансийском медицинском училище. Сын Андрей стал врачом и возглавляет одну из больниц в г. Тюмени. Дочь Татьяна — заместитель декана  факультета иностранных языков Тюменского государственного университета, кандидат филологических наук.

## Награды
- Орден Дружбы[2]
- Заслуженный работник культуры РСФСР[7]
- Заслуженный деятель науки Ханты-Мансийского автономного округа[2]
- Специальный приз «За особый вклад в развитие журналистики Югры» (2007[2])
- Почётное звание «Легенда тюменской журналистики» (2008).
- Премия губернатора Ханты-Мансийского автономного округа в области литературы (2009[2])
- Международная литературная премия «Югра» (2010[2])
- Медаль «Василий Шукшин» за вклад в русскую литературу и сохранение родного языка (2017)[4].